# Іньякі Агілар
Іньякі Агілар (ісп. Iñaki Aguilar, 9 вересня 1983) — іспанський ватерполіст.
Учасник Олімпійських Ігор 2008, 2012, 2016 років.
Призер Чемпіонату світу з водних видів спорту 2007, 2009 років.